# Sonja Puntscher Riekmann

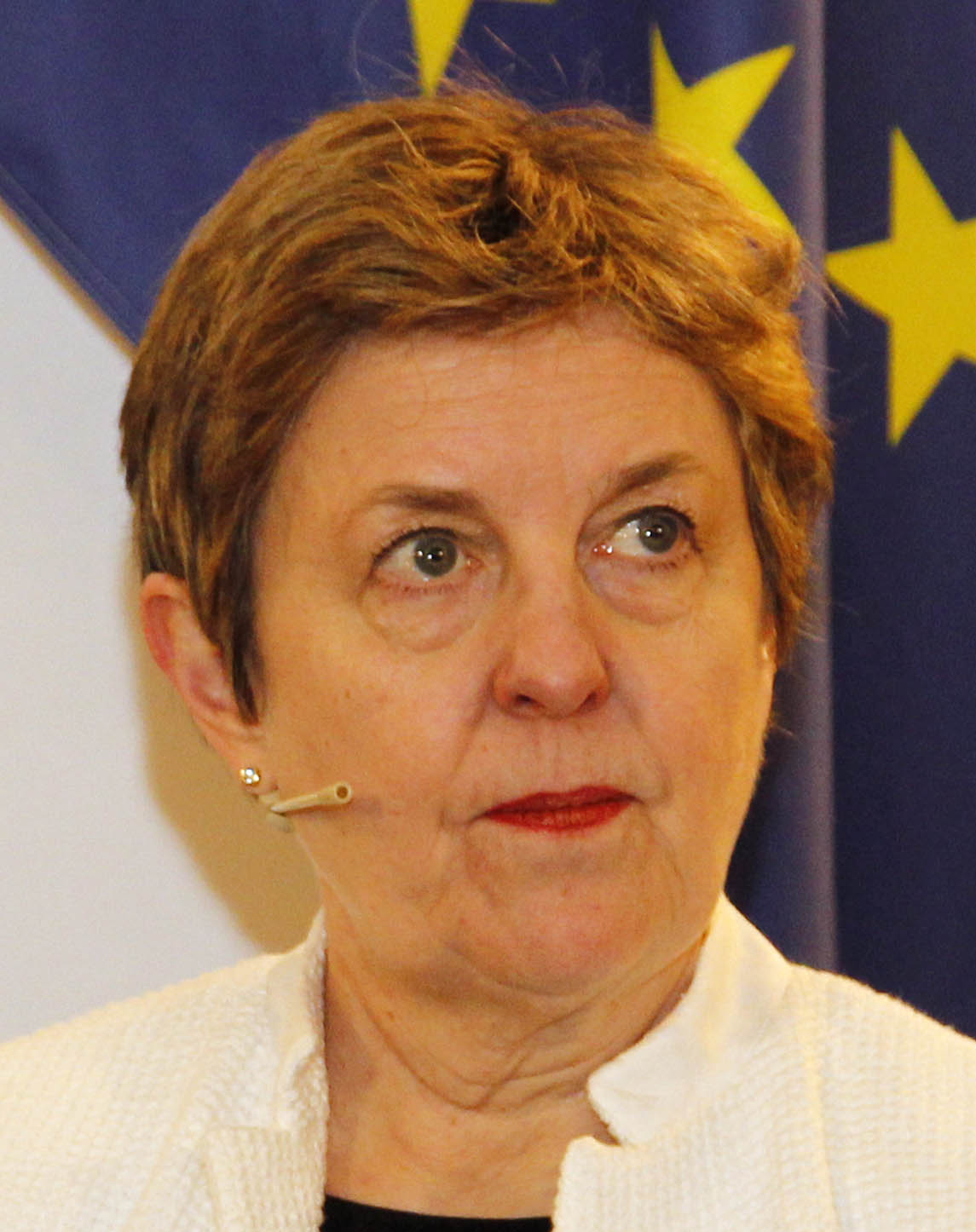
Puntscher Riekmann im Jahr 2016

Sonja Puntscher Riekmann (* 1. September 1954 in Bozen) ist eine österreichische Politikwissenschaftlerin und ehemalige Politikerin (Grüne). Puntscher Riekmann war 1994 Abgeordnete zum österreichischen Nationalrat und von 2003 bis 2011 Vizerektorin der Universität Salzburg. Sonja Puntscher Riekmann ist seit 20. März 2012 Vizepräsidentin des Europäischen Forums Alpbach.

## Ausbildung
Puntscher Riekmann besuchte nach der Volksschule das Gymnasium in Bozen und Mailand und legte 1973 die Matura ab. Sie studierte in der Folge zwischen 1973 und 1980 Germanistik, Romanistik und Philosophie an der Universität Wien und promovierte 1980 zur Doktorin. Zwischen 1982 und 1984 absolvierte sie ein Post-Graduate Studium der Politologie am Institut für höhere Studien in Wien.

## Beruf
Sie arbeitete danach von 1984 bis 1987 als Freie Sozialwissenschaftlerin und Übersetzerin und war von 1984 bis 1994 als Research Fellow an verschiedenen sozialwissenschaftlichen Instituten in Wien sowie als Lehrbeauftragte an den Universitäten Wien, Innsbruck und Salzburg aktiv.
Puntscher Riekmann war zwischen 1991 und 1993 wissenschaftliche Mitarbeiterin des European Centre for Coordination and Research in Social Sciences und ab 1993 wissenschaftliche Mitarbeiterin des Europäischen Zentrums für Wohlfahrtspolitik und Sozialforschung. Von 1995 bis 1998 war Puntscher Riekmann wissenschaftliche Mitarbeiterin und stellvertretende Leiterin der Forschungsstelle für Sozioökonomie an der Österreichischen Akademie der Wissenschaften, wobei sie sich 1997 an der Sozial- und Wirtschaftswissenschaftlichen Fakultät der Universität Innsbruck habilitierte.
Puntscher Riekmann ist seit 1998 Direktorin der Forschungsstelle für institutionellen Wandel und Europäische Integration (IWE) an der Österreichischen Akademie der Wissenschaften und war von 2000 bis 2001 Gastprofessorin am Institut für Sozialwissenschaften der Humboldt-Universität zu Berlin. Seit 2002 ist sie als Universitätsprofessorin für Politische Theorie und Ideengeschichte unter Berücksichtigung der europäischen Politik am Institut für Politikwissenschaft der Universität Salzburg tätig, im Oktober 2003 wurde sie zur Vizerektorin für Internationale Beziehungen, Öffentlichkeitsarbeit und Interne Kommunikation, Universität Salzburg befördert.

## Politik
Von 1987 bis 1989 war sie wissenschaftliche Referentin des Grünen Klubs im Parlament und danach von 1989 bis 1990 Programmkoordinatorin der Grünen Partei. In dieser Funktion war sie im September 1990 auch zu einer ORF-Pressestunde eingeladen, wo sie die folgenschwere Forderung nach einer Erhöhung der Mineralölsteuer um öS 14,- vertrat. Tatsächlich war dieser Forderung eine Kostenkalkulation von Christoph Chorherr vorausgegangen, nach der der KFZ-Verkehr nur einen Bruchteil seiner volkswirtschaftlichen Kosten trägt. Durch die Steuererhöhung sollte ein Teil dieser Kosten gedeckt werden, bei gleichzeitiger Rückvergütung durch das Finanzamt (öS 12.000,- / Österreicher). Teil des Konzepts waren auch der Ausbau des öffentlichen Verkehrs sowie Kompensationsleistungen für Pendler.

„Das Problem war ein rhetorisches Ungeschick meinerseits, denn auf die Frage des Journalisten, ob es richtig sei, dass die Grünen 24 öS für ein Liter Benzin verlangen, sagte ich zunächst ein lapidares ‚Ja‘, um erst dann alles andere zu erklären. Und das war natürlich fatal, denn es blieb in der Berichterstattung nur mehr jenes ‚Ja‘ übrig.“

Puntscher Riekmann war Mitglied des Bundesvorstandes der Grün-Alternativen Partei und rückte am 20. Mai 1994 für Manfred Srb in den Nationalrat nach. Nach der Nationalratswahl im Oktober 1994 schied sie per 6. November 1994 wieder aus dem Nationalrat aus.

## Veröffentlichungen
- Mozart, ein bürgerlicher Künstler. Studien zu den Libretti „Le nozze di Figaro“, „Don Giovanni“ und „Così fan tutte“. Böhlau, Wien/Köln/Graz 1982, ISBN 3-205-06038-5
- mit Ágnes Heller (Hrsg.): Biopolitics. The Politics of the Body, Race and Nature. Avebury, 1996, ISBN 1-85972-127-3
- Politische Theorie und Praxis europäischer Integrations- und Desintegrationsszenarien. In: Sylvia Pintarits: Macht, Demokratie und Regionen in Europa. Analysen und Szenarien der Integration und Desintegration. Metropolis-Verlag, Marburg 1996, ISBN 3-89518-087-4
- Die kommissarische Neuordnung Europas. Das Dispositiv der Integration. Springer, Wien/New York 1998, ISBN 3-211-83183-5
- mit Heinrich Neisser (Hrsg.): Europäisierung der österreichischen Politik. Konsequenzen der EU-Mitgliedschaft. wuv, Wien 2002, ISBN 3-85114-680-8
- mit Monika Mokre & Michael Latzer (Hrsg.): The state of Europe. Transformations of statehood from a European perspective. Campus-Verlag, Frankfurt/New York 2004, ISBN 3-593-37632-6
- mit Bedanna Bapuly & Peter Slominski (Hrsg.): Europäisierung durch Recht. Zwischen Anspruch und Wirklichkeit. Nomos, Baden-Baden 2005, ISBN 3-8329-1336-X
- mit Wolfgang Wessels (Hrsg.): The making of a European constitution. Dynamics and limits of the convention experience. VS, Wiesbaden 2006, ISBN 978-3-531-14970-7
- mit Günter Herzig & Christian Dirninger (Hrsg.): Europa res publica. Europäischer Konvent und Verfassungsgebung als Annäherung an eine europäische Republik? Böhlau, Wien/Köln/Weimar 2006, ISBN 3-205-77461-2
- mit Michael G. Faure & Helmut Koziol: Vereintes Europa – vereinheitlichtes Recht? Die Rechtsvereinheitlichung aus politikwissenschaftlicher, rechtsökonomischer und privatrechtlicher Sicht. Verlag der ÖAW, Wien 2008, ISBN 978-3-7001-6047-2